# Frasier
Frasier è una sitcom statunitense prodotta dal 1993 al 2004.
La serie, spin-off di Cin Cin, è stata acclamata da critica e pubblico; il ritmo e le battute sarcastiche l'hanno reso uno degli show più amati della televisione statunitense. Ha detenuto fino al 2016 il record di Emmy Award vinti (37), di cui cinque nella categoria miglior serie TV commedia (consecutivamente dal 1994 al 1998).

## Trama
La serie racconta dello psichiatra radiofonico Frasier Crane, che vive a Seattle insieme al padre Martin, ex poliziotto in pensione, e a Daphne, fisioterapista e infermiera del padre, di cui Niles – fratello di Frasier, anche lui psichiatra – è invaghito.

## Episodi
La serie è composta da un totale di 264 episodi, divisi in 11 stagioni da 24 episodi ciascuna. Il primo episodio è andato in onda il 16 settembre 1993, mentre l'ultimo il 13 maggio 2004. In Italia le prime due stagioni sono state trasmesse in prima visione sul canale satellitare Tele+ nel 1995, dopodiché la messa in onda è stata interrotta. Nel 1999, Italia 1 ha trasmesso le repliche delle prime due stagioni e i successivi inediti fino al primo episodio della quinta. I rimanenti 23 episodi della quinta stagione sono andati in onda su LA7 nel medesimo anno. Nel 2005 il canale satellitare Jimmy ha trasmesso in replica le prime cinque stagioni e le successive sei (totalmente inedite), commissionando il doppiaggio ad una diversa società, causando il cambio di tutti i doppiatori.
| Stagione            | Episodi | Prima TV USA | Prima TV Italia |
| ------------------- | ------- | ------------ | --------------- |
| Prima stagione      | 24      | 1993-1994    | 1995            |
| Seconda stagione    | 24      | 1994-1995    | 1995            |
| Terza stagione      | 24      | 1995-1996    | 1999-2001       |
| Quarta stagione     | 24      | 1996-1997    | 1999-2001       |
| Quinta stagione     | 24      | 1997-1998    | 2002            |
| Sesta stagione      | 24      | 1998-1999    | 2005            |
| Settima stagione    | 24      | 1999-2000    | 2005            |
| Ottava stagione     | 24      | 2000-2001    | 2005            |
| Nona stagione       | 24      | 2001-2002    | 2005            |
| Decima stagione     | 24      | 2002-2003    | 2005            |
| Undicesima stagione | 24      | 2003-2004    | 2005            |

## Personaggi e interpreti

### Personaggi principali
- Dott. Frasier Crane (stagioni 1-11), interpretato da Kelsey Grammer, doppiato da Marco Mete (st. 1-5) e da Massimo Milazzo (st. 6-11).
Psichiatra radiofonico (in passato possedeva uno studio privato) è il conduttore della popolare trasmissione radiofonica che porta il suo nome (il Frasier Crane Show), Frasier è quotidianamente a contatto con le manie e le fobie dei suoi ascoltatori. Vive con suo padre Martin e la sua fisioterapista Daphne. Il gusto raffinato e l'alta cultura di Frasier vanno spesso in conflitto con il modo di vivere e di concepire il mondo, a volte un po' rozzo, del padre. Divorziato due volte ha un figlio avuto con la seconda moglie Lilith, Frederick. Nella decima stagione oltre al lavoro in radio apre un piccolo studio, tornando così ad esercitare. Alla fine della serie accetta di condurre un suo talk show televisivo e si trasferisce a San Francisco.
- Dott. Niles Crane (stagioni 1-11), interpretato da David Hyde Pierce, doppiato da Antonio Sanna (st. 1-5) e da Alberto Bognanni (st. 6-11).
Fratello minore di Frasier, anche Niles è psichiatra ed esercita la sua attività in uno studio privato. Sposato con Maris (della quale è totalmente succube), si è innamorato di Daphne dal primo momento che l'ha vista. Per la parte di Niles era stato preso in considerazione Peter MacNicol, ma dopo aver visto David Hyde Pierce in foto notarono la sua somiglianza con Grammer e lo presero senza fare alcun casting.
- Martin Crane (stagioni 1-11), interpretato da John Mahoney, doppiato da Luciano De Ambrosis (st. 1-5) e da Toni Orlandi (st. 6-11).
Padre di Frasier e Niles, Martin è un ex poliziotto, costretto alla pensione perché ferito alla gamba durante uno scontro a fuoco. Rimasto claudicante, si è trasferito a casa di Frasier ed è assistito dall'infermiera Daphne. La sua "cultura da strada", a volte rozza ma spesso efficace lo porta spesso a scontrarsi con il modo di pensare dei figli, ma alla fine trovano sempre un compromesso. È stato sposato con Hester fino alla morte di lei (avvenuta prima dell'inizio della serie). Nel primo episodio si trasferisce insieme al suo cane Eddie a casa di Frasier. L'attore John Mahoney ha in realtà solo 15 anni in più rispetto a Kelsey Grammer; per questo non voleva accettare il ruolo, ma lo stesso Grammer lo chiamò e gli chiese se voleva essere suo padre, e lui accettò.
- Daphne Moon (stagioni 1-11), interpretata da Jane Leeves, doppiata da Pinella Dragani (st. 1-5) e da Giorgia Brugnoli (s. 6-11).
Daphne è la fisioterapista di Martin e governante in casa di Frasier. È di nazionalità inglese (è nata a Manchester) e afferma più volte di essere sensitiva (una delle gag più utilizzate nella serie). Niles, il fratello di Frasier è segretamente innamorato di lei. Nell'idea originale la fisioterapista era spagnola, e per la parte venne presa in considerazione Rosie Perez. La stessa Rosie Perez comparirà in un episodio di Frasier nel 2004, interpretando uno degli appuntamenti al buio (che come al solito non andrà bene) per Frasier procurato da Daphne.
- Roz Doyle (stagioni 1-11), interpretata da Peri Gilpin, doppiata da Stefanella Marrama (st. 1-5) e da Beatrice Margiotti (st. 6-11).
Roz è la produttrice e centralinista del "Frasier Crane Show". È una donna decisa e spigliata, oggetto di costante ironia da parte dei fratelli Crane per la sua spiccata libertà sessuale. Oltre che lavorare insieme, Roz e Frasier sono molto amici. Alla perenne ricerca dell'anima gemella, Frasier è solito consolarla dai fallimenti delle sue innumerevoli - oltre che brevi - relazioni sentimentali.

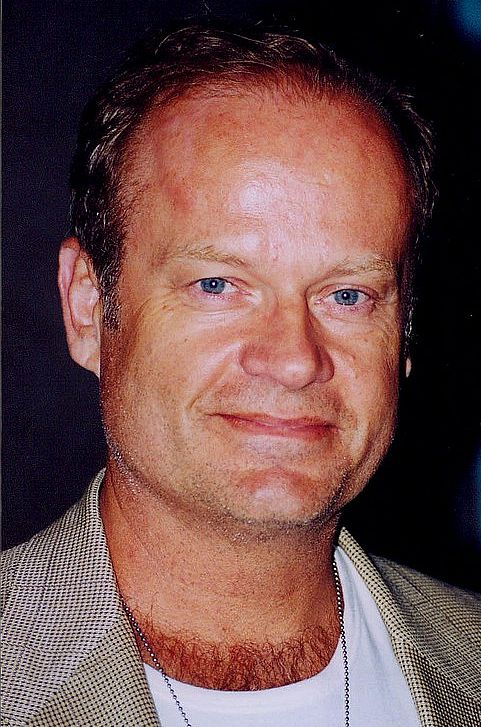
Kelsey Grammer interpreta Frasier Crane
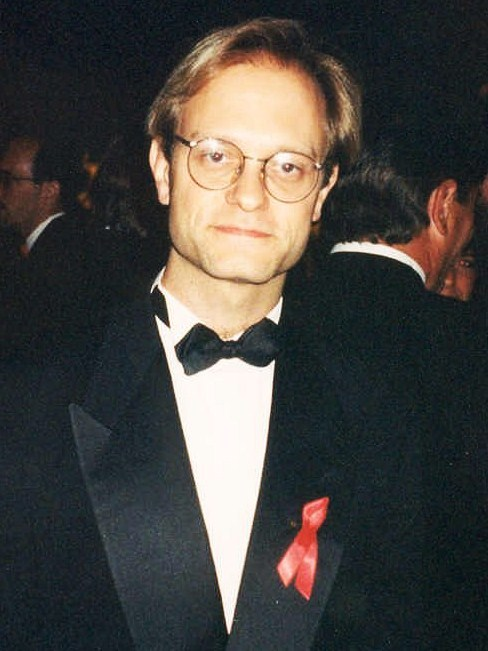
David Hyde Pierce interpreta Niles Crane
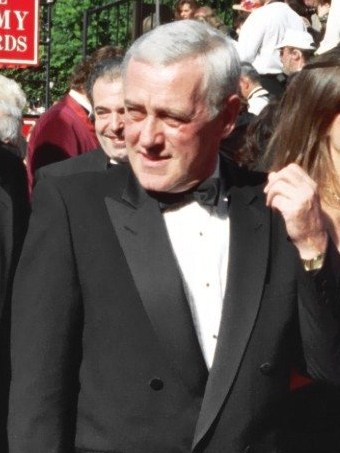
John Mahoney interpreta Martin Crane
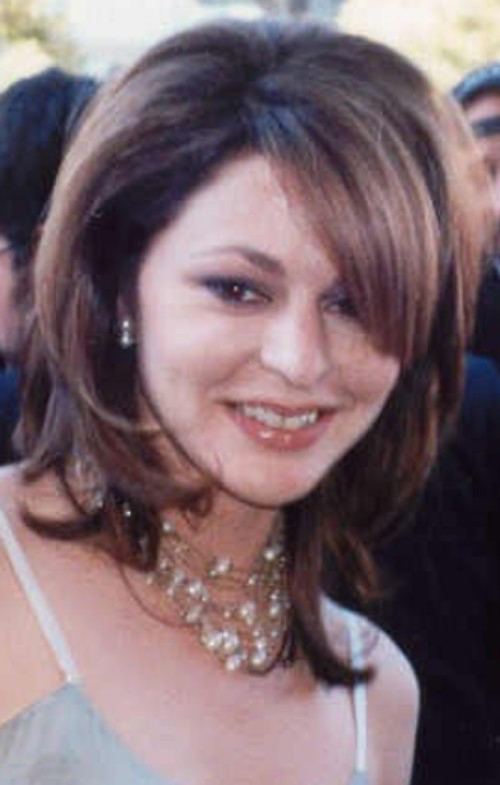
Jane Leeves interpreta Daphne Moon
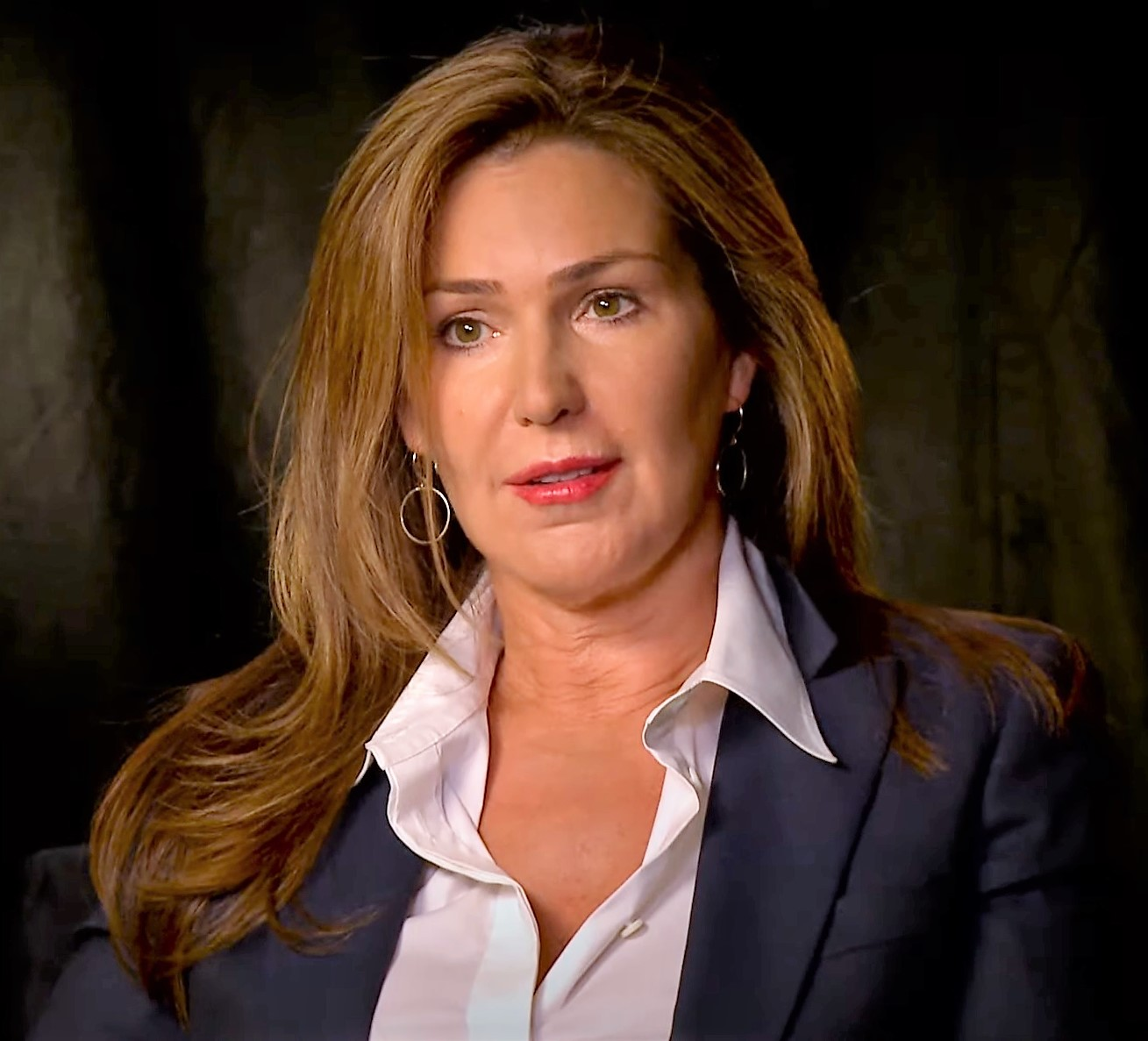
Peri Gilpin interpreta Roz Doyle

### Personaggi secondari
- Bob "Bulldog" Briscoe (stagioni 1-11), interpretato da Dan Butler e doppiato da Roberto Gammino (st. 1-5) e da Vladimiro Conti (st. 6-11).
Bulldog lavora nella stessa stazione radiofonica di Frasier dove conduce un programma sportivo che va in onda dopo il "Frasier Crane Show", infatti è solito entrare nello studio di Frasier e cacciarlo dalla sua postazione. Volgare e rozzo, a volte si diverte (soprattutto nelle prime due stagioni) a fare degli scherzi - soprattutto telefonici - ed a umiliare Frasier spesso in diretta radiofonica.
- Gil Chesterton (stagioni 1-11), interpretato da Edward Hibbert e doppiato da Mino Caprio (st. 1-4), da Giorgio Lopez (st. 5), da Goffredo Matassi (st 6-11) e da Giovanni Petrucci (ep. 11x24).
Gil lavora nella stessa stazione radiofonica di Frasier dove conduce un programma culinario, in particolare recensisce i ristoranti della città. Dai gusti raffinati, e spesso snob, Gil viene visto come una figura viscida. Dichiara più volte di essere sposato con Deb, ma non ci crede nessuno, infatti i suoi colleghi insinuano che Gil sia omosessuale. Cosa che viene confermato in un episodio della decima stagione dove lo si vede entrare in un gay bar.
- Bebe Glazer (stagioni 1-11), interpretata da Harriet Sansom Harris e doppiata da Serena Verdirosi (st. 1-5), da Stefania Romagnoli (st. 6-11) e da Cristina Piras (ep. 11x23-24).
Bebe è la spietata agente di Frasier (e successivamente anche di Roz). Considerata la miglior agente sulla piazza, riesce sempre ad ottenere quello che vuole. Per un breve periodo Frasier cambia agente, salvo tornare da lei quando capisce che il suo nuovo agente è un incompetente che rischia non fargli prolungare il contratto con la radio.
- Noel Shempsky (stagioni 1-11), interpretato da Patrick Kerr e doppiato da ??? (st. 1-4), da Vittorio Stagni (st. 5) e da ??? (st. 6-11).
Noel è un insopportabile collega di Frasier, innamorato di Roz. Prova in tutti i modi a fidanzarsi con lei attraverso una corte spietata, ma puntualmente i suoi sogni si infrangono dopo le risposte sarcastiche di lei. Classico nerd, Noel è inoltre un grande fan di Star Trek e profondo conoscitore della lingua klingon.
- Dott.ssa Lilith Sternin (stagioni 1-11), interpretata da Bebe Neuwirth e doppiata da Isabella Pasanisi (st. 1-5), da Stefania Romagnoli (st. 6-11) e da ??? (ep. 8x23-24, 9x01).
Lilith è stata la seconda moglie di Frasier (i due hanno divorziato prima dell'inizio della serie. In precedenza l'attrice era apparsa nella serie madre Cin Cin), matrimonio da cui è nato Frederick. Spesso punzecchia Frasier (che le risponde a tono) ma in fondo si vogliono bene e vanno d'accordo specialmente quando si tratta del figlio. Alcune volte torna a Seattle per chiedere consiglio all'ex marito o per accompagnare il figlio. È mal sopportata da Niles e Martin.
- Sherry Dempsey (stagioni 4-5), interpretata da Marsha Mason.
Sherry è la fidanzata di Martin. Spesso rozza e stravagante, è mal vista da Frasier e Niles, ma per amore verso il padre tentano di andarci d'accordo.
- Kenny Daly (ep. 5x24, stagioni 6-11), interpretato da Tom McGowan e doppiato da Nino Prester (ep. 5x24) e da ??? (st. 6-11).
Kenny è il nuovo direttore della radio. Fa la sua prima apparizione nell'ultimo episodio della quinta stagione dove licenzia Frasier perché si rifiuta di registrare uno spot radiofonico. Alcune ore dopo si pente della scelta, si presenta a casa dello psichiatra e lo riassume.
- Donny Douglas (stagioni 6-8, ep. 10x01), interpretato da Saul Rubinek e doppiato da Pierluigi Astore.
Donny è l'avvocato a cui si rivolge Niles per il divorzio da Maris. In passato ha avuto una breve relazione con Roz, interrotta dopo che quest'ultima gli ha confessato di non volersi sposare e di non volere figli.
- Mel Karnofsky (stagioni 7-8), interpretata da Jane Adams e doppiata da Daniela Debolini.
Mel è il chirurgo plastico di Maris. Ha una relazione con Niles che sfocerà in un breve matrimonio durato appena quattro giorni.
- Simon Moon (stagioni 7-11), interpretato da Anthony LaPaglia e doppiato da Vladimiro Conti.
Simon è l'insopportabile fratello di Daphne. Perennemente disoccupato, semi alcolizzato, folle e arraffone ma con un incredibile successo con le donne, passa le sue giornate a bere birra e guardare film. Viene ospitato da Martin nel suo camper durante la settima e ottava stagione.
- Gertrude Moon (ep. 7x24, stagioni 8-11), interpretata da Millicent Martin.
Gertrude è l'odiosa madre di Daphne. Fumatrice e bevitrice incallita, dopo la separazione dal marito entra nella vita di Daphne senza che lei possa controllarla per evitare che la metta puntualmente in imbarazzo con i suoi modi rozzi e i suoi vizi. Martin la evita perché lei cerca sempre di insidiarlo mettendogli i bastoni tra le ruote con le altre donne. Inoltre non perde occasione per criticare la figlia in tutte le scelte che fa.
- Julia Wilcox (stagione 10, ep. 11x01-11x02), interpretata da Felicity Huffman.
Nuova collega di Frasier e Roz, fredda, arrogante e presuntuosa, discute spesso con quest'ultima. Avrà una breve relazione con Frasier.
- Ronee Lawrence (stagione 11), interpretata da Wendie Malick e doppiata da Paila Pavese.
Ronee è stata la babysitter di Frasier e Niles. I tre si incontrano dopo tanti anni in un negozio di divani e successivamente diviene la fidanzata di Martin. I due si sposano nell'ultimo episodio della serie.
- Charlotte Connor (stagione 11), interpretata da Laura Linney.
Charlotte è titolare di un'agenzia per appuntamenti che ha l'ufficio nello stesso palazzo dove si trova studio di Frasier, arrivata di recente a Seattle. Dopo una serie di equivoci e frecciatine riguardo alla vita sentimentale dello psichiatra, quest'ultimo si ritrova ad essere un suo cliente durante un periodo particolarmente triste per quanto riguarda le sue prospettive romantiche, solo che, alla fine, finisce per innamorarsi di lei. Inizialmente è fidanzata con Frank, un bel ragazzo ambientalista, ma successivamente si rende conto di essere attratta da Frasier. Il rapporto è costretto a terminare prematuramente quando Charlotte, dopo aver riacquistato la sua vecchia attività dal suo ex-marito, torna nella sua città, Chicago. Frasier, sostenendo inizialmente di non avere rimpianti a lasciarla andare, accetta un'offerta per un lavoro in televisione a San Francisco. La serie si conclude con Frasier su un aereo, dove viene rivelato che ha scelto l'amore invece della carriera, infatti l'aereo è diretto a Chicago, dove spera di riunirsi con Charlotte. Laura Linney ha vinto un Emmy award per la sua interpretazione.

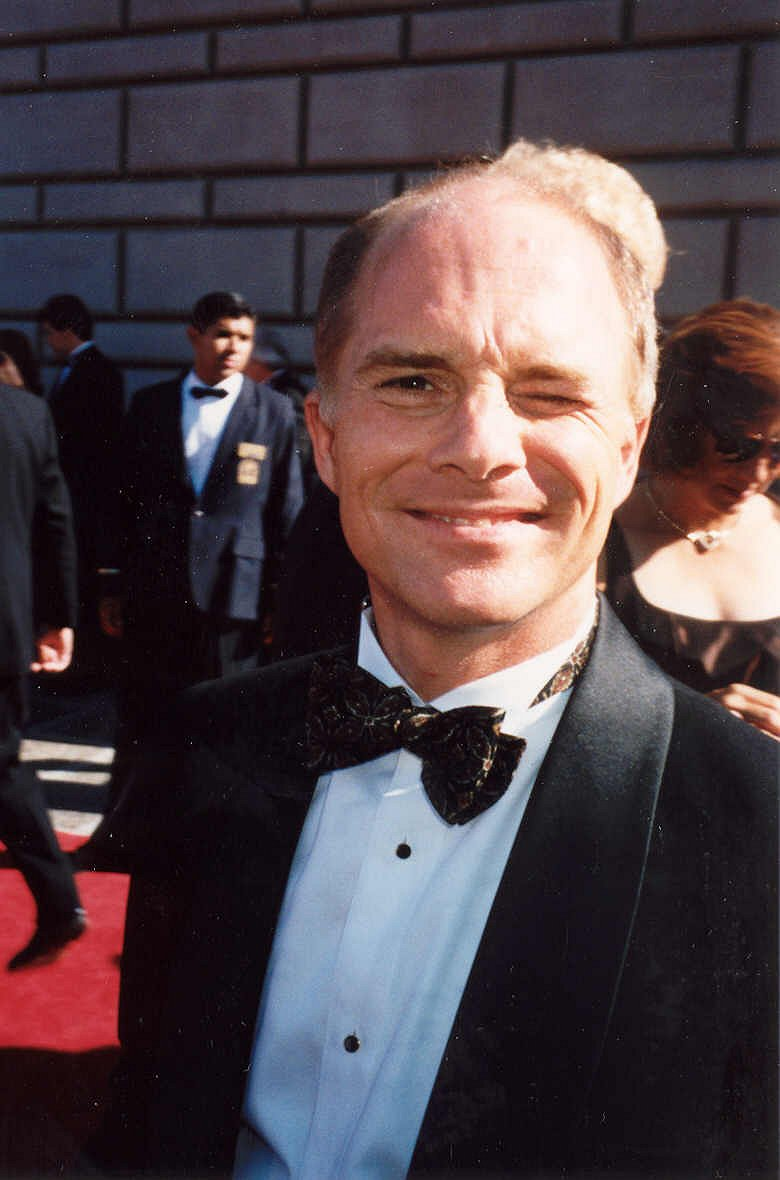
Dan Butler interpreta Bob "Bulldog" Briscoe
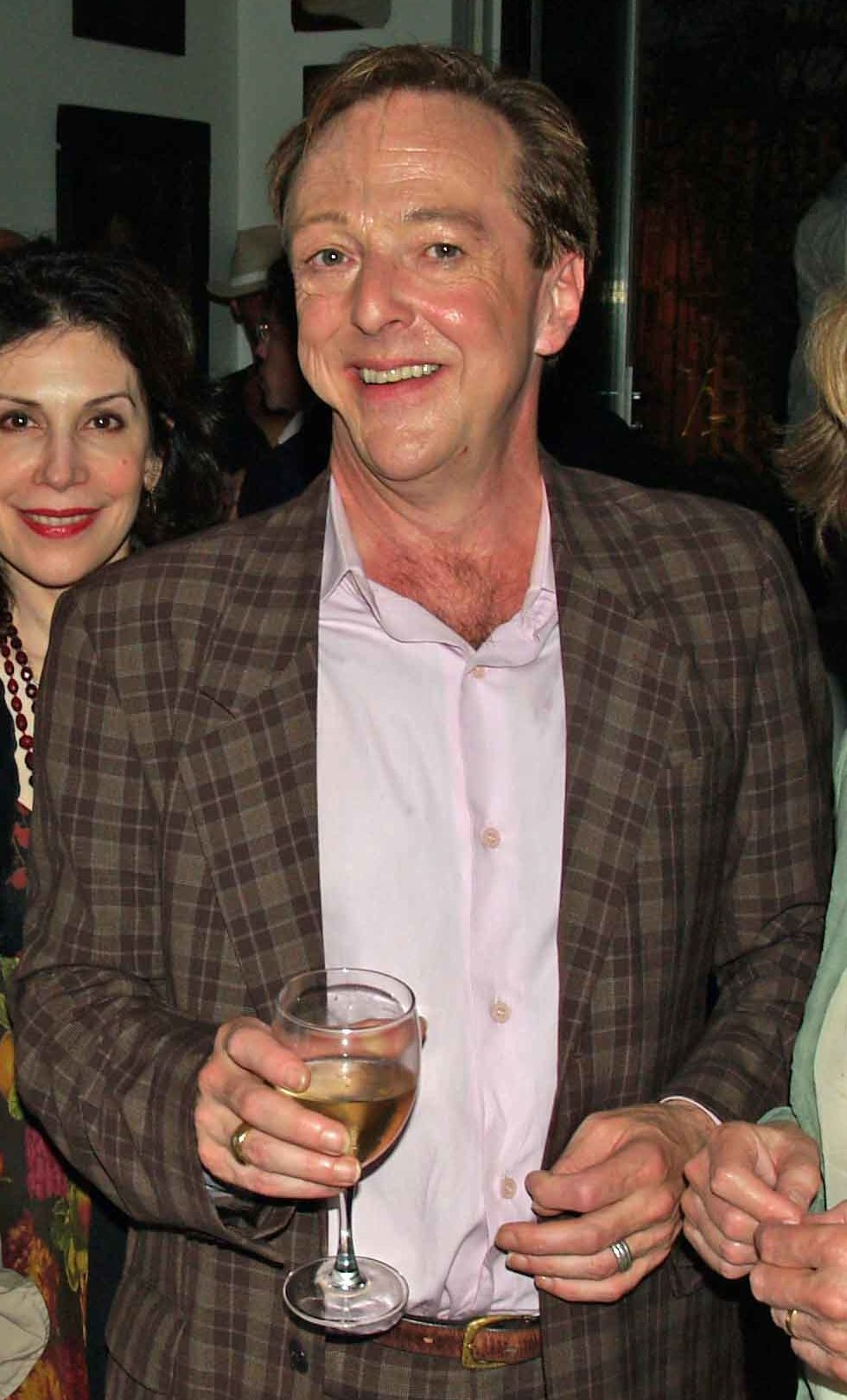
Edward Hibbert interpreta Gil Chesterton
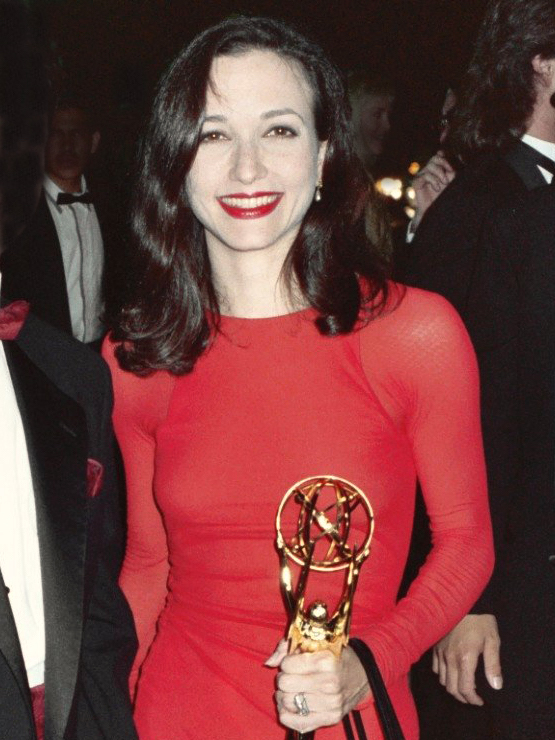
Bebe Neuwirth interpreta Lilith Sternin
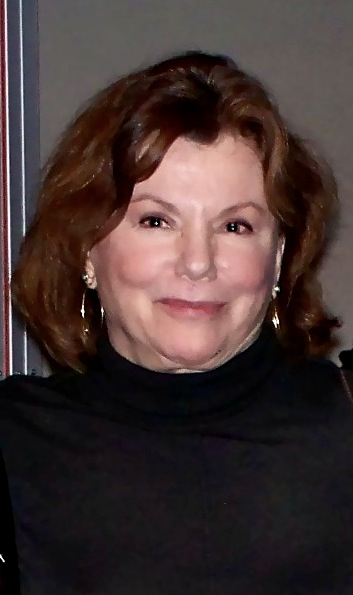
Marsha Mason interpreta Sherry Dempsey
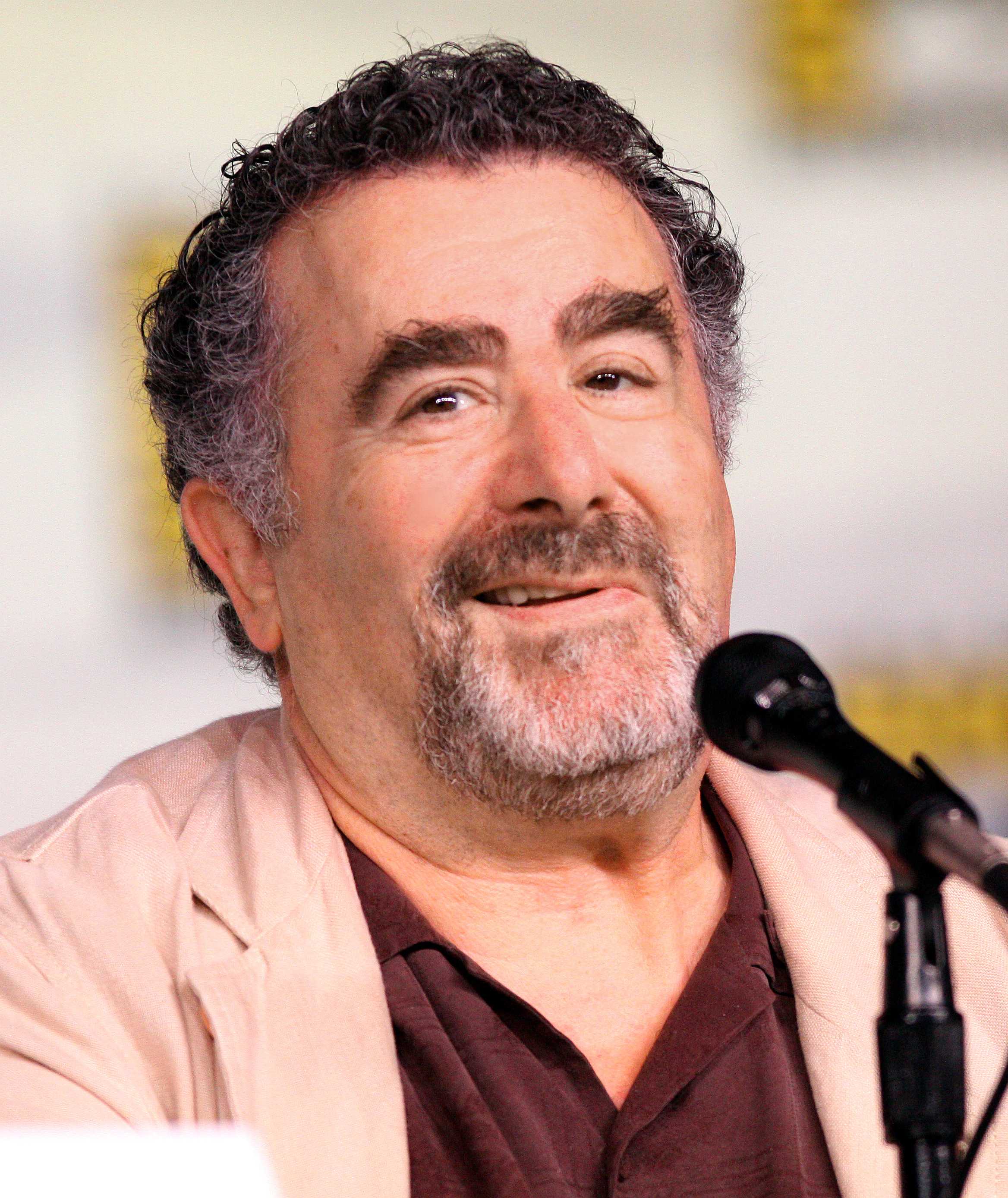
Saul Rubinek interpreta Donny Douglas
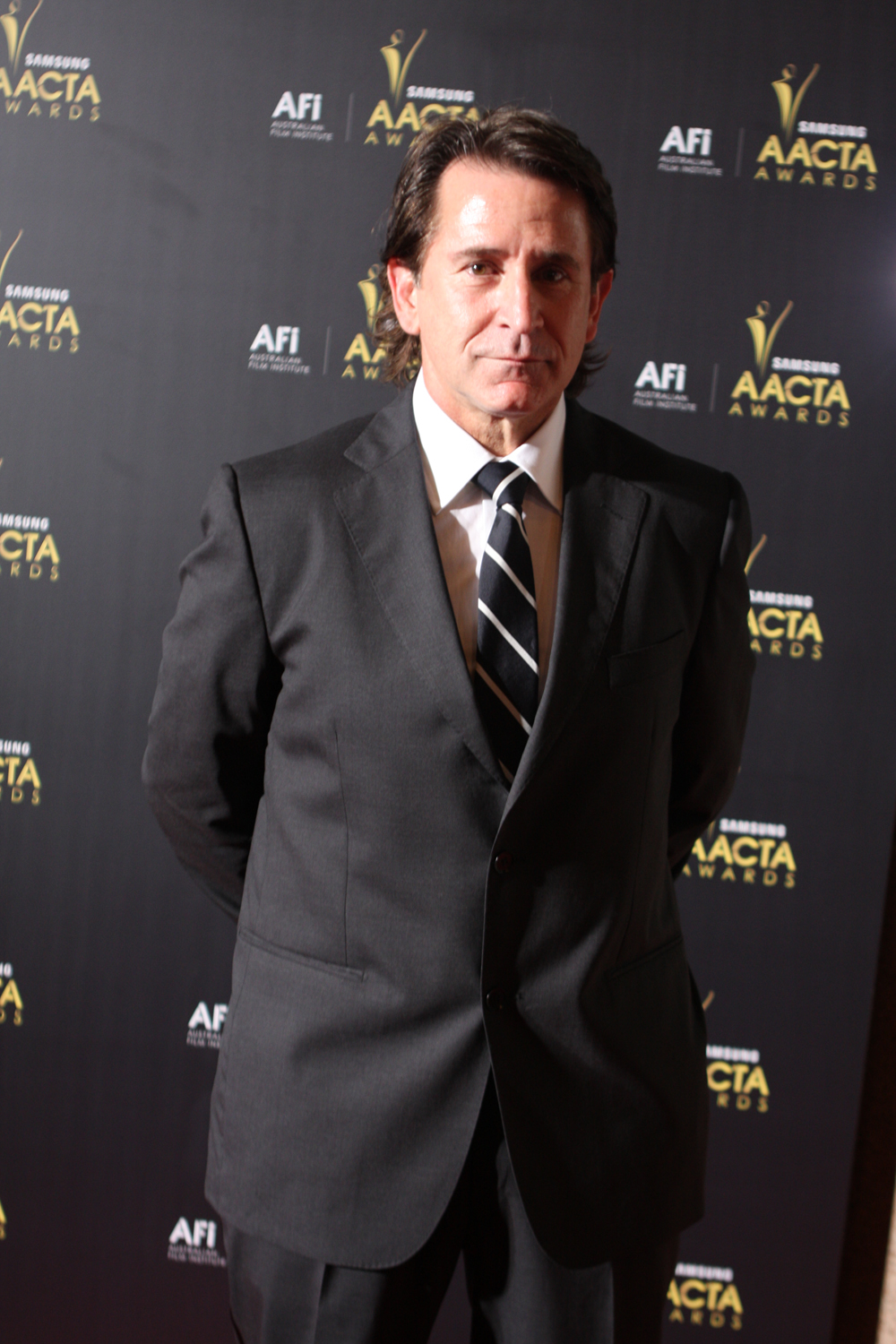
Anthony LaPaglia interpreta Simon Moon
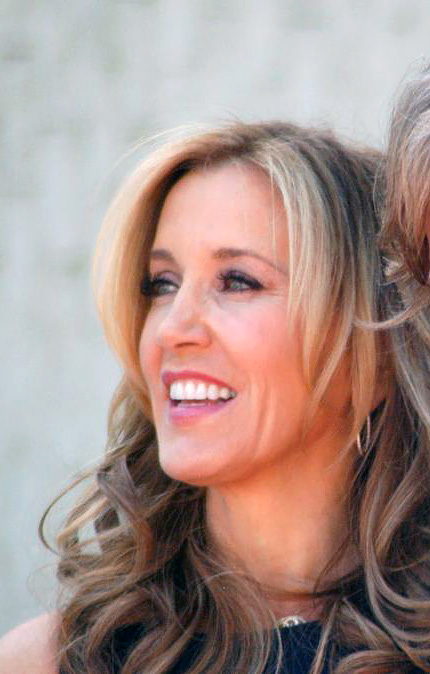
Felicity Huffman interpreta Julia Wilcox
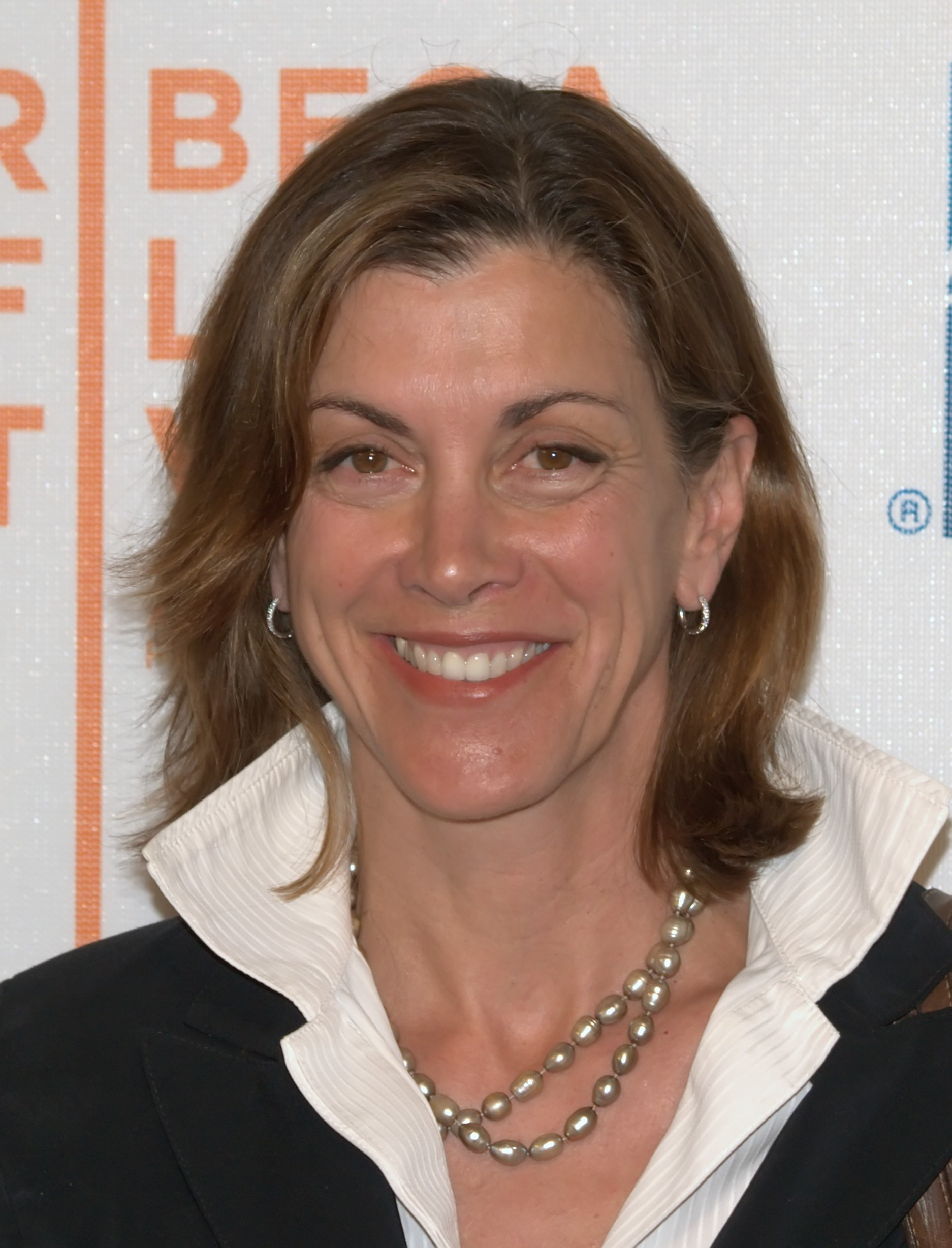
Wendie Malick interpreta Ronee Lawrence
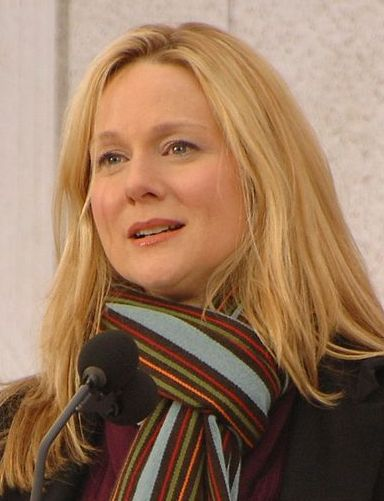
Laura Linney interpreta Charlotte Connor

## Ambientazione
Sebbene la serie sia ambientata a Seattle, l'unico episodio che vi è stato effettivamente girato è il 100º, intitolato The 1000th Show, che è anche uno dei pochi ad avere riprese effettuate in esterna.

### L'appartamento di Frasier
Appartamento prestigioso agli ultimi piani delle Elliot Bay Towers, con vista sul centro di Seattle, è in "stile eclettico", riunisce pezzi di design d'inizio secolo, riproduzioni di arredi storici, opere d'arte varie (tra cui un Rauschemberg) e raccoglie la collezione di arte africana di cui Frasier va molto fiero. Il pezzo più curioso però è l'imbarazzante poltrona di Martin, un rudere di tappezzeria riparato con nastro adesivo che è oggetto di vere e proprie litigate tra i due.

### Il Cafè Nervosa
Ritrovo e bar preferito dei Crane, è una caffetteria esclusiva che propone miscele particolari e camerieri particolarmente pazienti e ironici.

### La radio
Luogo di lavoro di Frasier e Roz, è il teatro di varie gaffe di Frasier; la scenografia è ispirata dai veri studi della NBC radio.

### L'appartamento di Niles
Nel prestigioso complesso Montana, e quindi esclusivissimo quanto snob, è un appartamento di tre piani con biblioteca, studio, sala delle carte da regalo e passaggio segreto, dove Niles riunisce opere d'arte di vario genere, e vero e proprio rifugio durante la separazione da Maris.

### La casa di Maris e Niles
Più simile ad una magione medievale, è la cornice del matrimonio di Niles e Maris, e contiene tutti i regali che lui le ha fatto per farsi perdonare qualsiasi cosa, come ad esempio l'idea di volersi far crescere i baffi.

## Produzione
Il personaggio di Frasier Crane appare per la prima volta in TV il 27 settembre 1984, durante il 45º episodio della sitcom Cin Cin (Cheers) e da allora diviene personaggio fisso della serie per quasi 10 anni, fino al 267º episodio del 18 marzo 1993. Durante questa lunga partecipazione, il personaggio si innamorerà prima di Diane, il personaggio principale della serie interpretato da Shelley Long, poi invece conoscerà e sposerà Lilith, interpretata da Bebe Neuwirth, personaggio che ritornerà spesso anche nello spin-off. Da Lilith avrà anche un figlio, Frederick. Il 20 maggio 1993 va in onda l'ultima puntata di Cin Cin, e visto il successo del personaggio, dopo qualche mese inizia la serie Frasier.
Comunque l'esperienza di Cheers sarà sempre legata a Frasier: Sam Malone, il personaggio interpretato da Ted Danson, parteciperà alla nuova serie nel 42º episodio (1995), e così farà Diane (Shelley Long), prima con un cameo nel 33º episodio (1994), poi nell'intero 61º episodio (1996). Il 213º episodio (2002) sarà invece dedicato a ben tre personaggi del Cheers: Cliff (John Ratzenberger), Norm (George Wendt) e Carla (Rhea Perlman).
Gli unici personaggi fissi per cui i produttori fecero un casting erano per il ruolo di Roz e del cane Eddie.

## Incongruenze
- Nel 52º episodio della serie Cin Cin, Frasier presenta al pubblico sua madre Hester, interpretata da Nancy Marchand. Anni dopo, nella serie Frasier, nel 145º episodio si vede un vecchio filmino familiare con la famiglia Crane al completo, e la madre di Frasier è stavolta interpretata da Rita Wilson.
- John Mahoney, che interpreta il padre di Frasier in tutte le puntate, era già apparso nella serie Cheers (1992), ma in un ruolo diverso, quello di Sy Flembeck, un sedicente pubblicitario. Anche Peri Gilpin/Roz è apparsa nella serie in un ruolo diverso.
- L'attrice Jennifer Tilly, nell'episodio 4x17 di Cin Cin, aveva interpretato Candi, una ragazza che Frasier stava per sposare per dimenticare Diane. Tilly torna nell'ultima stagione di Frasier (11x19), ma stavolta interpreta Kim, una ragazza che Frasier conosce in un bar per single.

## Riconoscimenti
Emmy Awards 1994
- Migliore serie TV
- Miglior regia
- Miglior scrittura
- Miglior attore protagonista
- Miglior montaggio

Emmy Awards 1995
- Migliore serie TV
- Miglior regia
- Miglior scrittura
- Miglior attore protagonista
- Migliore attore non protagonista

Emmy Awards 1996
- Migliore serie TV
- Miglior montaggio
- Miglior scrittura

British Comedy Awards 1996
- Migliore spettacolo comico internazionale

Emmy Awards 1997
- Migliore serie TV
- Miglior regia

Emmy Awards 1998
- Migliore serie TV
- Miglior attore protagonista
- Migliore attore non protagonista
- Miglior montaggio

Emmy Awards 1999
- Miglior scrittura
- Migliore attore non protagonista

Emmy Awards 2000
- Migliore attrice ospite
- Miglior montaggio

Emmy Awards 2001
- Migliore attore ospite
- Miglior attrice ospite
- Miglior montaggio

Emmy Awards 2002
- Migliore attore ospite
- Miglior montaggio

Emmy Awards 2003
- Miglior montaggio

Emmy Awards 2004
- Miglior attore protagonista
- Migliore attore non protagonista
- Miglior attrice ospite
- Miglior direzione artistica
- Miglior montaggio

## Sequel
Il 24 febbraio 2021, il revival dal titolo omonimo ha avuto il via libera per il debutto su Paramount+. Il protagonista Kelsey Grammer ha annunciato che "con gioia" anticipava "di condividere il prossimo capitolo nel viaggio del dr. Frasier Crane" poiché aveva "trascorso oltre 20 anni" della sua "vita creativa alla Paramount".
Il 4 ottobre 2022, Paramount+ ha ufficialmente dato il via alla produzione, ordinando una prima stagione da dieci episodi.